# Stéphan Elmas
Stéphan Elmas, armeni: Ստեփան Էլմաս (Esmirna, 24 de desembre de 1864 – Ginebra, 11 d'agost de 1937) fou un compositor, pianista i professor armeni.

## Biografia

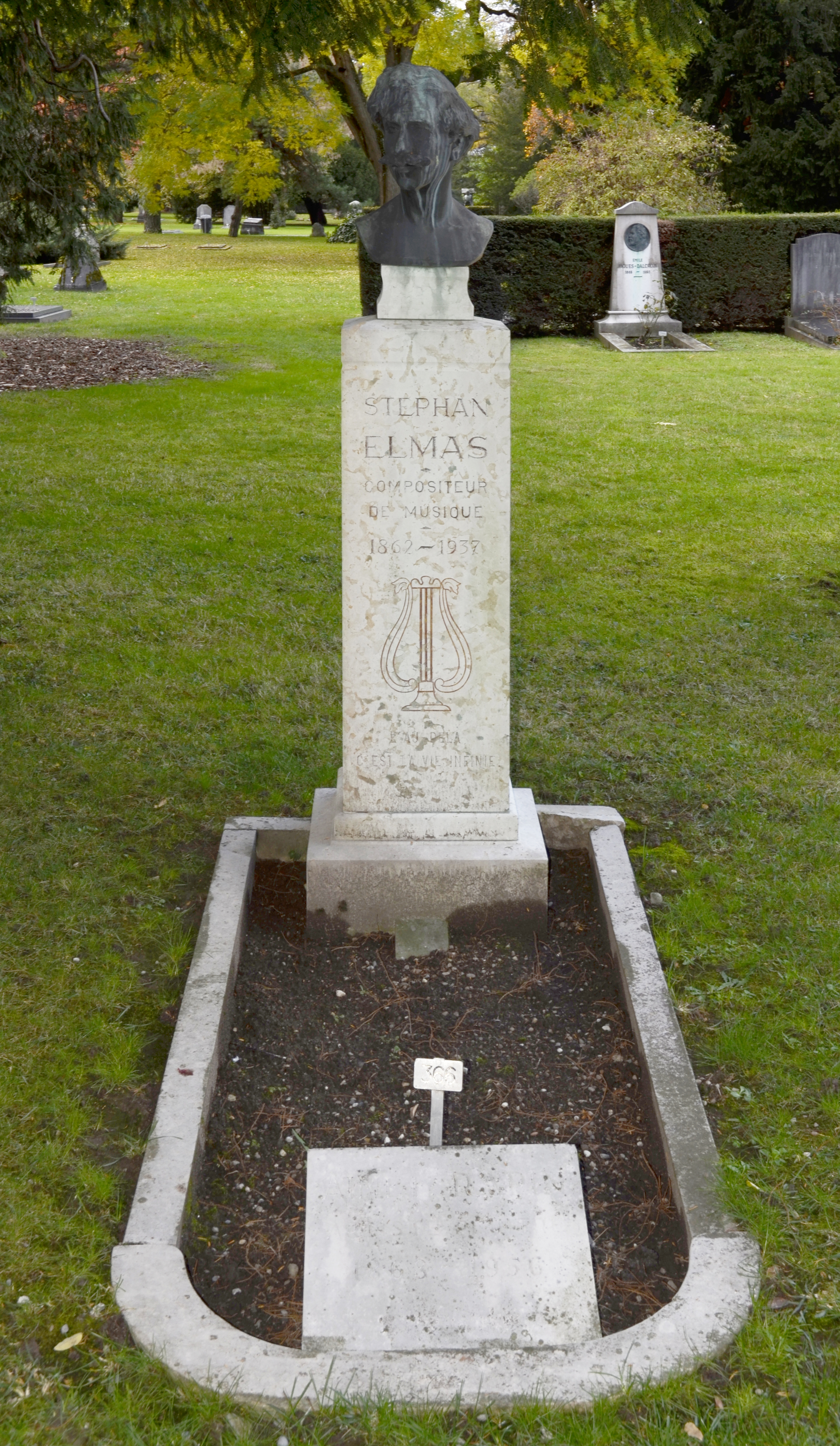
Tomba de Stéphan Elmas, Cementiri dels Reis, Ginebra.

Elmas va néixer en una família d'empresaris rics a Esmirna (actualment Izmir), una ciutat de l'Imperi Otomà. La seva mare va morir durant el part.Aviat es va descobrir que el petit era un nen prodigi: va començar a rebre classes de piano i a escriure peces breus de piano sota la tutela d'un professor local de música, el senyor Moseer, i ja als tretze anys, el jove virtuós interpreta un recital de piano sencer d'obres de Liszt.
El juliol de 1879, amb l'estímul del seu mestre, però contra els desitjos de la seva família, Stéphan Elmas va marxar cap a Weimar, Alemanya, amb l'esperança de fer audicions per a Franz Liszt. Quan es van conèixer i després d'escoltar el jove Elmas, Liszt li va aconsellar d'anar a Àustria per treballar amb el professor Anton Door a l'Acadèmia de la Música i les Arts i amb Franz Krenn, un destacat compositor austríac i mestre de capella.
A Viena, als disset anys, Stéphan dividia el seu temps entre l'estudi del piano i la composició. Va descobrir Wagner i va actuar per primera vegada a Viena, el 1885. Aquest esdeveniment rebé molts elogis a la premsa. A continuació, Elmas continuà component moltes peces de caràcter, valsos, masurques, nocturns i cançons improvisades. Publicat a Viena el 1883, dedicà els seus sis Estudis (1881) a Franz Liszt i una sèrie de poemes musicals a Victor Hugo, que ja llegia a Esmirna.
Elmas es va mantenir en contacte amb Liszt per demanar-li sovint consell. El 1886 va tornar breument a la seva Esmirna natal per assistir al funeral del seu pare, però va tornar a Viena, convençut que Europa tenia molt més a oferir-li. El 24 de febrer de 1887 va donar un recital amb molt d'èxit a Viena a la sala Bösendorfer. A continuació, va fer una gira europea a Àustria, França, Anglaterra, Alemanya i Itàlia, a resultats triomfals a tot arreu. Els seus programes es componien principalment d'obres pròpies, però també d'obres de Beethoven, Chopin i Schumann. Després d'un concert a la sala Érard el 1901 (ja el 1896 i el 1900), la premsa li va donar dos sobrenoms: Poeta del piano o el Chopin armeni.
Durant els seus viatges, Elmas es va convertir en un amic íntim del compositor i pianista rus Anton Rubinstein (a qui va dedicar el seu primer concert), però també de tres personalitats franceses: el compositor Jules Massenet, el pianista Édouard Risler i un lexicògraf, el príncep Guy de Lusignan. El 1912 s'instal·là a Ginebra, on continuà la seva tasca en composició, docència i concerts. Després d'una febre tifoide contreta el 1897, Elmas es va tornar cada vegada més sord, la qual cosa el feu més reclòs en si mateix i apartat del món. Afortunadament, es va fer amic i es va enamorar d'una pintora suïssa, Adeline Aimée Rapin (1868–1956), privat dels seus braços. Ella podia consolar-lo en aquests moments difícils. El 1913, va planejar de tornar a Esmirna, però hi va renunciar. Elmas estava obsedit pel destí dels seus compatriotes i els tràgics esdeveniments del genocidi armeni del 1915 per part dels turcs otomans. La seva família va poder escapar a Atenes just després del gran incendi d'Esmirna el 1922 després de l'ocupació turca de la ciutat. Faria venir els seus familiars a Suïssa.
El 1929 va compondre la seva última obra, després de vint anys de silenci, els 12 poemes armenis per a piano, que va dedicar al poble armeni.
Stéphan Elmas va dictar les seves memòries a Krikor-Hagop, un jove periodista. El compositor va morir a Ginebra i va ser enterrat al Cementiri dels Reis. El seu piano Érard, juntament amb els seus manuscrits i altres objectes personals, es troba ara al Museu Txarents de Literatura i Arts d'Armènia.
Fundada el 1988 sota l'orientació artística d'Alexandre Siranossian, la Fundació Stéphan Elmas té com a objectiu difondre el llegat del compositor armeni. Recentment, les obres del compositor han experimentat un renaixement, gràcies als esforços del pianista Armen Babakhanian.

## Composicions
Stephan Elmas deixà unes 130 obres, principalment per a piano. Tres concerts de piano, un trio i un quartet amb piano.

### Piano (selecció)
- arabesque
- 2 albades, balada, 2 chansons, 2 cançons, complainte, ègloga, elegia, idil·li, oda, romança, sonet, estances (totes compostes el 1881 i dedicades a Victor Hugo)
- 2 balades
- 2 barcaroles
- 2 berceuses
- 2 boleros
- 5 Danses armènies
- 6 Estudis (1881, pub. 1884 a Viena per Wetzler)[4]
- Fantasia
- Fantasia - Masurca
- 2 Impromptus
- Impromptu – Masurca
- Marxa fúnebre
- 27 masurques
- 7 Nocturns
- 6 Poloneses
- Polonesa - Fantasia
- 25 preludis
- 1 rondo
- 2 scherzos
- 4 sonates
- # Sonata núm. 1 en si menor (1901, pub. 1923 ou avant[5]
- # Sonata núm. 2 (1886)
- 9 valsos
- 12 poemes armenis (1929)

### Música de cambra
- Romança
- Peça de concert
- Quartet per a piano en re menor[6]
- Trio per a piano en si bemoll major (primera publicació el 1923 o abans)[6]
- Adagio per a violí i piano
- Nocturn núm. 2 per a violí i piano
- Nocturn núm. 4 per a violí i piano
- Romança per a violí i piano

### Piano i orquestra
- Concert de joventut (no orquestrat) Dedicat a Anton Rubinstein.
- Concert per a piano núm. 1 en sol menor (1882)
- Concert per a piano núm. 2} (1887, publicat el 1923 o abans)[5]
- Concert per a piano núm. 3 (1900)
- Andante cantabile i rondo pastorale

### Orquestra de corda
- Nocturn núm. 4 (orquestració del nocturn per a piano de 1887)
- Romança

### Música vocal
- L'Arménie Martyre (homenatge a les víctimes del 1915)
- Offrande

### Obres
- (francès) Alexandre Siranossian, Stephan Elmas, 1862-1937 : le Chopin arménien. 1994 (editat per la fundació Stéphan Elmas)

### Articles
- Siranossian, Alexandre «Stephan Elmas (1862-1937)» (pdf) (en francès). Achkhar [París], núm. 446, 2008, pàg. 12.
- (alemany) Armand Gaspard, Elmas, Stephan, al Diccionari Històric de Suïssa